# Lillesjön (Hålanda socken, Västergötland)
Lillesjön är en sjö i Ale kommun i Västergötland och ingår i Göta älvs huvudavrinningsområde. Sjöns utflöde mynnar efter ett par hundra meter i Rällsboån (Relsboån), mynnande i Sörån (Slereboån) som rinner ut Grönån strax väster om Blinneberg, Slittorp och Färdsle i Skepplanda socken. En halv kilometer söder ut ligger Grandalssjön. Lillesjön ligger i vildmarksområdet Risveden.